# Oxapampeus weyrauchi
Genre
Espèce
Oxapampeus weyrauchi, unique représentant du genre Oxapampeus, est une espèce d'opilions laniatores de la famille des Askawachidae.

## Distribution
Cette espèce est endémique de la région de Pasco au Pérou. Elle se rencontre vers Oxapampa.

## Description
Le mâle holotype mesure 8 mm.

## Étymologie
Cette espèce est nommée en l'honneur de Wolfgang Karl Weyrauch (1907-1970).

## Publication originale
- Roewer, 1963 : « Opiliones aus Peru und Colombien. Arachnida Arthrogastra aus Peru V. » Senckenbergiana biologica, vol. 44, p. 5–72.